# Pelham Humfrey
Pelham Humfrey, także Humphrey (ur. 1647 być może w Londynie, zm. 14 lipca 1674 w Windsorze) – angielski kompozytor.

## Życiorys
Należał do pierwszych chłopców przyjętych do reaktywowanego w 1660 roku chóru Chapel Royal, gdzie był uczniem Henry’ego Cooke’a. Między 1664 a 1667 rokiem przebywał we Francji i Włoszech. Podczas nieobecności w kraju otrzymał stanowisko lutnisty (1666), a po powrocie członka (1667) Chapel Royal. W 1670 roku został członkiem londyńskiej Corporation of Music, a w 1672 roku jako następca Henry’ego Cooke’a objął stanowisko kierownika chóru chłopięcego Chapel Royal. Poślubił także córkę Cooke’a, Katherine. Do jego podopiecznych należał najprawdopodobniej Henry Purcell. Został pochowany w Opactwie Westminsterskim.
Dorobek kompozytorski Humfreya obejmuje 20 anthemów, 1 service, 5 religijnych i 24 świeckie pieśni, 3 ody i 2 masques do Burzy Szekspira. W jego twórczości widoczny jest wpływ wzorców włoskich i francuskich, w swoich anthemach rozwinął styl koncertujący, wprowadzając nieregularne melodie i schromatyzowaną harmonikę. Partie wokalne traktował sylabicznie i deklamacyjnie, kontrastował wokalne odcinki brzmieniowe z odcinkami chóralnymi oraz partie smyczkowe z partiami tutti. Ekspresję tekstu słownego podkreślał za pomocą akcentuacji muzycznych oraz poprzez chromatyczną harmonikę i rytmikę.